# Ataol Behramoğlu
Ataol Behramoğlu (født 13. april 1942 i İstanbul) er en tyrkisk digter, forfatter og oversætter. 

## Liv
Ataol Behramoğlu dimitterede i 1966 fra Ankara Universitet, fra Institut for Russisk Sprog og Litteratur. I 1965 udgav han sin første digtsamling og i 1970 udgav han sin anden digtsamling "One Day Definitely" (opr. Bir Gün Mutlaka). Denne vækkede interesse med sine surrealistiske og symbolske elementer og er blevet genoptrykt adskillige gange siden.
I 1970 forlod han Tyrkiet for at rejse ud i verden og udvide sin viden omkring sprog og litteratur. Han boede i London og Paris indtil 1972. I Paris mødte han Pablo Neruda og Louis Aragon. Hans digtsamling "One Day Definitely" blev efterfølgende publiceret i Les Lettres Françaises, redigeret af Aragon. Han deltog i grundlæggelsen af Theatre de Liberté i Paris og skrev tekster til teaterstykket "Légendes à Venir. I samme periode blev hans oversættelser publiceret i Tyrkiet.
I årene 1972-1974 arbejdede han som forskningsassistent ved Moskvas statsuniversitet ved Fakultetet for Russisk Filosofi. Hans tredje digtsamling "Poems of the Road, Longing, Courage and Struggle" (org. Yolculuk Özlem Cesaret ve Kavga Şiirleri) blev publiceret i Tyrkiet i 1974. 
Han flyttede senere tilbage til Tyrkiet, hvor han arbejdede som dramaturgist ved Istanbul Kommunal Teatret (İstanbul Şehir Tiyatroları). På dette tidspunkt udgav han flere digtsamlinger: "Neither Rain…Nor Poems" (1976) (org. Ne Yağmur... Ne Şiirler...), "During the Siege" (1978) (org. Kuşatmada), "The Epic of Moustapha Suphi" (1979) (org. Mustafa Suphi Destanı), "Quatrains" (1980) (org. Dörtlükler). 
Af politiske årsager flyttede han tilbage til Frankrig og vendte først til Tyrkiet i 1989. 
Behramoğlu arbejder nu som professor på Istanbul Aydin Universitetet i Tyrkiet.